# NHK総合テレビスポーツニュース枠
NHK総合テレビスポーツニュース枠（エヌエイチケイそうごう-わく）は、NHK総合テレビにて、毎日深夜に放送しているスポーツニュース番組の総称の一覧である。

## 主な番組
平日
- スポーツアワー・第2期（1978年4月3日 - 1984年3月30日）
- きょうのスポーツとニュース（1984年4月2日 - 1987年4月3日）
- NHKナイトワイド（1987年4月6日 - 1988年4月1日）
- NHKニュースTODAY（1988年4月4日 - 9月30日）
- NHKナイトニュース（1988年10月3日 - 1989年3月31日）
- スポーツタイム・第1期（1989年4月3日 - 1990年3月30日）
- ミッドナイトジャーナル（1990年4月2日 - 1993年3月26日）
- スポーツタイム・第2期（1993年4月5日 - 1995年3月31日）
- NHKニュース11（1995年4月3日 - 2000年3月31日）

※2000年4月 - 2006年3月まではスポットニュースに統合
- スポーツ&ニュース（2006年4月3日 - 2007年3月30日）
- きょうのニュース&スポーツ（2007年4月2日 - 2010年3月26日）
- Bizスポ（2010年3月29日 - 2012年3月30日）※金曜は2010年度のみBizスポワイド
- Sportsプラス（2012年4月2日 - 2016年4月1日）
- ニュースチェック11（2016年4月4日 - 2019年3月29日）

土曜
- スポーツアワー・第2期（1978年4月8日 - 1984年3月31日）
- きょうのスポーツとニュース（1984年4月7日 - 1987年4月4日）
- NHKナイトワイド（1987年4月11日 - 1988年4月2日）
- スポーツタイム・第1期（1988年4月9日 - 1990年3月31日）
- サタデースポーツ・第1期（1990年4月7日 - 2005年12月17日）
- つながるテレビ@ヒューマン（2006年1月14日 - 2007年3月24日）
- 土曜スポーツタイム（2007年4月7日 - 2011年3月26日）
- サタデースポーツ・第2期（2011年4月2日 - 2022年3月26日）
- サタデーウオッチ9（2022年4月2日 - ）

日曜
- スポーツアワー・第2期（1978年4月9日 - 1984年4月1日）
- きょうのスポーツとニュース（1984年4月8日 - 1985年3月31日）
- サンデースポーツスペシャル（1985年4月7日 - 1989年4月2日）
- サンデースポーツタイム（1989年4月9日 - 1990年4月1日）
- サンデースポーツ・第1期（1990年4月8日 - 2018年3月25日）
- サンデースポーツ2020（2018年4月1日 - 2020年9月27日）
- サンデースポーツ・第2期（2020年10月4日 - ）